# Beschouwing (argumentatieleer)
Een beschouwing is een tekst waarvan het doel is om de lezer kennis te laten maken met verschillende meningen, zodat de lezer ten slotte zijn eigen mening kan vormen (opiniëren). Hierin verschilt de beschouwing van het betoog, waarvan het doel is de lezer te overtuigen van een standpunt.
Bij een beschouwing geeft de schrijver voor- en tegenargumenten bij een stelling of onderwerp, en uiteindelijk geeft hij zijn eigen mening. Deze mening kan weliswaar de mening van de lezer beïnvloeden, maar de beschouwing laat ook ruimte voor de lezer om een eigen afwijkende mening te vormen. Een beschouwing verschilt van een uiteenzetting omdat bij een uiteenzetting de schrijver zijn mening niet geeft. 